# 爱德华·巴里奥
爱德华·巴里奥（Edward Balliol，（1282年—1364年），是13世纪末14世纪初西欧苏格兰、英格兰和法国的贵族。第二次苏格兰独立战争时，曾在英格兰支持下自称苏格兰国王，但是始终没有得到苏格兰人的认可和支持。

## 少年时期
1292年，巴里奥的父亲约翰·巴里奥被选为苏格兰国王，他也因此成为苏格兰的王子。但是巴里奥的统治始终笼罩在英格兰王国的阴影下，不到4年，约翰·巴里奥在英格兰入侵军队的压力下被迫退位。爱德华·巴里奥随父亲一起被送往英格兰，受到监押。
1299年，约翰·巴里奥被英格兰国王爱德华一世批准前往法国巴里奥家族的封地。不过年青的爱德华被命令留在英格兰，作为约束约翰·巴里奥行为的人质。

## 夺权计划
1314年，约翰·巴里奥去世，人质失去了必要性，于是爱德华·巴里奥也被允许前往法国。此时苏格兰已经有了新国王罗伯特·布鲁斯，而且在他的领导下在与英格兰的战争中逐渐开始占上风。英格兰全面征服苏格兰的可能性越来越小。
1328年，英苏两国和议，英格兰承认苏格兰的主权独立。苏格兰议会同时颁布法令，将一批在之前战争中支援过英军的贵族除名以示惩罚。
1330年至1332年间，英格兰新继位的年轻国王爱德华三世授意苏格兰被除名的贵族中的一些人，计划利用巴里奥家族在苏格兰的名份，颠覆罗伯特·布鲁斯死后幼子大卫二世的王权。

## 称王苏格兰
1332年7月20日，苏格兰摄政大臣第一代莫瑞伯爵托马斯·蓝道夫（Thomas Randolph）去世，苏格兰实权出现真空。巴里奥及支持者借此良机，正式进军苏格兰，并在战场上取得重大胜利，苏格兰国内一片混乱。9月24日，巴里奥的军队到达苏格兰腹地，巴里奥在此举行加冕礼，正式称苏格兰国王。
巴里奥的政权完全依靠英格兰的军事支持，在苏格兰则持续遭到爱国者的反抗。1333年，爱德华三世正式参战后，巴里奥的权利达到顶峰，势力范围达到了苏格兰东部的较大区域。1334年初，巴里奥与英格兰签订协约，出让苏格兰领土中的八个郡。爱德华三世然后“慷慨”地把这八个郡分封给巴里奥，但是是以英格兰贵族而不是苏格兰国王的身份领有这些土地。
协议内容曝光后，苏格兰贵族和民众对巴里奥政权的反抗剧增。1334年，第三代莫瑞伯爵约翰·蓝道夫（John Randolph）从法国返回苏格兰领导军事行动，战局开始转变。9月，巴里奥退出苏格兰到英格兰暂避。

## 空虚的王冠
巴里奥此后数年内屡次重返苏格兰，但每次都是跟随英格兰军队行动。他本人的傀儡性质也显露无遗，甚至在驻扎的要塞，军队指挥权也是牢牢把握在英格兰贵族军官的手中，而这位“苏格兰国王”则毫无权柄。英格兰军队不能守备的地区，则完全不承认巴里奥，仍然支持远在法国的幼君大卫二世。
1337年，英法百年战争爆发，英格兰从此没有力量再组织大军进入苏格兰，巴里奥也随之失势。1341年，大卫二世返回苏格兰。
1346年，巴里奥的转机似乎出现。大卫二世御驾亲征英格兰，结果在内维尔十字之战惨败，自己被俘虏。苏格兰的两个“现任”国王都变成由英格兰国王爱德华三世掌控。
即使在这种情况下，巴里奥仍然没能占到上风。爱德华三世意识到自己由于和法国长期交战，已无力顾及苏格兰，而苏格兰人对于大卫二世的忠心要远远超过不得人心的巴里奥，甚至肯为他支付高额赎金。

## 放弃斗争
1350年后，巴里奥和支持者几乎所有曾占据的领土都已经被苏格兰军队夺回。已年届七十的巴里奥仍然无妻无子，最终决定放弃自称的王位。
1356年，巴里奥与爱德华三世会面，象征性地转交了自己的王冠和一把苏格兰的泥土，授权爱德华三世及其继承人从此统治苏格兰。不过英格兰王室此后从来没有能够实行这一授权。巴里奥本人则受到爱德华三世的奖赏，在英格兰安度晚年。次年，英苏议和，苏格兰国王大卫二世被放回苏格兰继续统治。
1364年，巴里奥在约克郡逝世。至今，苏格兰几乎没有人承认这位自称“苏格兰国王”的英格兰傀儡。